# Torsten Schmidt (militär)
Torsten Andreas Schmidt, född den 23 februari 1899 i Landskrona, död den 19 december 1996 i Djursholm, var en svensk artilleriofficer.
Schmidt blev fänrik vid Wendes artilleriregemente 1919, löjtnant där 1923, inom luftvärnsartilleriet 1928–1929, kapten 1934, major 1937, överstelöjtnant vid Svea artilleriregemente 1942, överste i armén 1947, överste av första graden 1956 och fördes över till reserven 1959. Schmidt var inblandad i försvarets styrning av den svenska försvarsforskningen när den byggdes upp inför och under andra världskriget, och när den svenska kärnvapenforskningen startades därefter. Han blev styresman för Försvarsväsendets kemiska anstalt 1937, kanslichef vid Försvarets forskningsnämnd 1943, kom till Försvarsstaben 1945, där han var forskningsofficer och bland annat hanterade kontakter med Försvarets forskningsanstalt, blev avdelningschef vid Försvarsstaben 1956 och sektionschef 1959.
Schmidt invaldes 1944 som ledamot av Krigsvetenskapsakademien. Han  blev riddare av Svärdsorden 1940 och av Nordstjärneorden 1946, kommendör av Svärdsorden 1951 och kommendör av första klassen 1954. Schmidt vilar på Landskrona kyrkogård.